# Gabriel Philippe de La Hire
Gabriel Philippe de La Hire est un mathématicien et astronome français, né à Paris le 25 juillet 1677, et mort dans la même ville le 4 juin 1719 .

## Biographie
Gabriel Philippe de La Hire est le fils de Philippe de La Hire et de Catherine Lesage (morte en 1681).
Il a secondé son père dans ses mesures. Il nommé élève astronome à l'Académie royale des sciences le 19 juin 1694 sous son père, puis Louis XIV le nomme associé astronome le 28 janvier 1699, il est enfin pensionnaire astronome le 17 mai 1718.
Dans L'art de charpenterie de Mathurin Jousse, Gabriel Philippe de La Hire utilise les planches de la première édition parue 75 ans plus tôt, augmentées de 22 pages de texte et de 7 planches représentant essentiellement des outils et des machines. Des modifications ont été faites sur le texte initial pour le mettre à jour. Pour les 7 planches, 5 sont tirées de planches du livre Des principes de l'architecture, de la sculpture, de la peinture, et des autres arts qui en dépendent d'André Félibien des Avaux publié en 1676, 1690.
Il est membre de l'Académie royale d'architecture en 1706. En 1718, il succède à son père comme professeur royal à l'Académie d'architecture.

## Famille
- Laurent de La Hire (1606–1656)
  - Philippe de La Hire[3], marié à Catherine Lesage en 1670 (morte en 1681), se remarie en 1681 avec Catherine Nonnet (morte en 1709) ;
    - Gabriel-Philippe de La Hire, il s'est marié en 1706 avec Marguerite Mouette (morte en 1707) ;
    - Jean-Nicolas de La Hire (juillet 1685–18 juin 1727), médecin et botaniste, membre de l'Académie royale des sciences.
    - Augustin de La Hire était ingénieur des ponts et chaussées, s'occupant notamment de la rectification des rives du Drac, à Grenoble.

## Publications
- Regiae scientiarum academiae ephemerides juxta recentissimas observationes ad meridianum parisiensem, 1701, 1702, 1703.
- L'art de charpenterie de Mathurin Jousse, corrigé & augmenté de ce qu'il y a de plus curieux dans cet art, & des machines les plus nécessaires à un charpentier par Mr D. L. H., chez Thomas Moette, Paris, 1702 (lire en ligne)